# Gerichtslaube (Berlin)

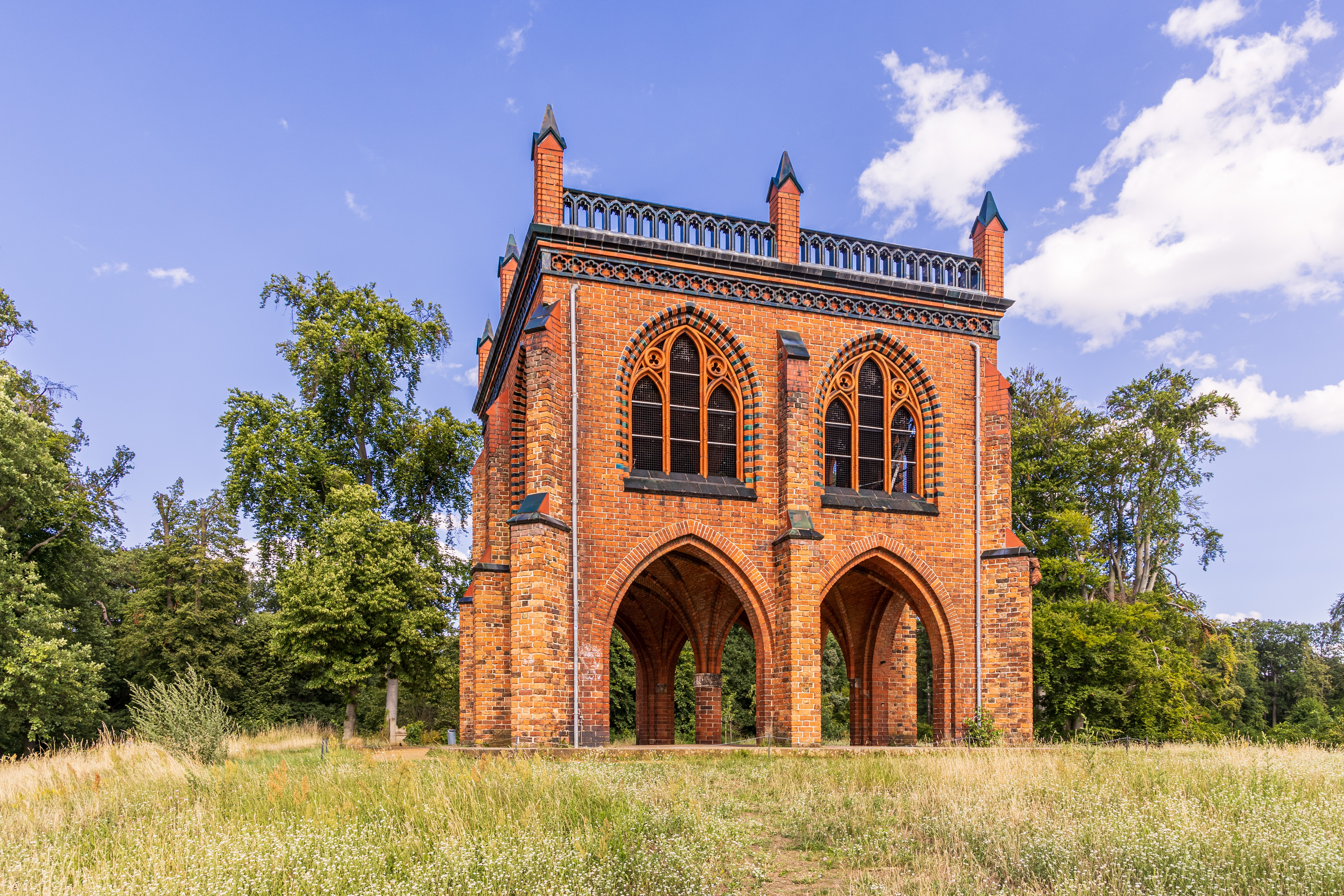
Originale Berliner Gerichtslaube in gotischer Fassung im Park Babelsberg

Die Gerichtslaube ist ein historisches Gebäude im Potsdamer Stadtteil Babelsberg, das im 13. Jahrhundert als Anbau zum Alten Rathaus in Berlin entstand. Jahrhunderte später, infolge des Rathausneubaus 1871 bekam das Gebäude ein Eigenleben, wobei der Originalbau in den Park von Babelsberg versetzt und dort später überformt wurde. Im wiederaufgebauten Berliner Nikolaiviertel befindet sich eine aus modernen Materialien nachempfundene Kopie, die als Restaurant genutzt wird und den Namen Zur Gerichtslaube trägt.

## Geschichte

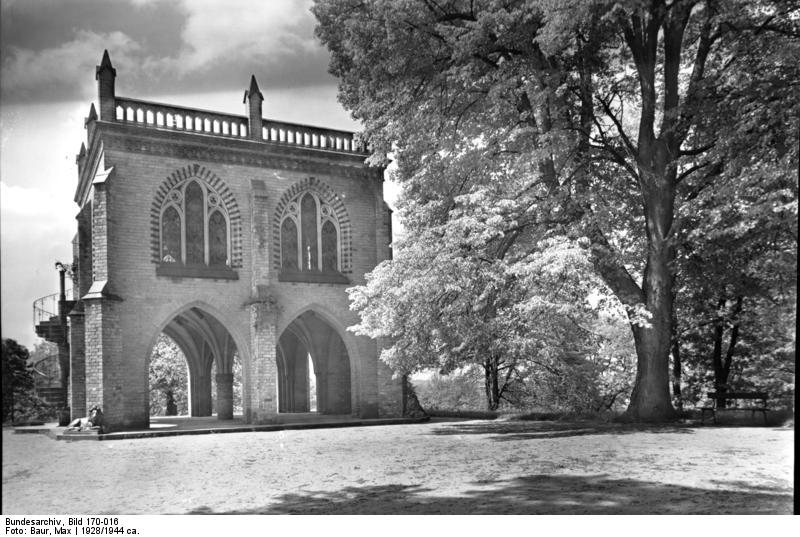
Ansicht der Gerichtslaube im Park Babelsberg, vor 1945

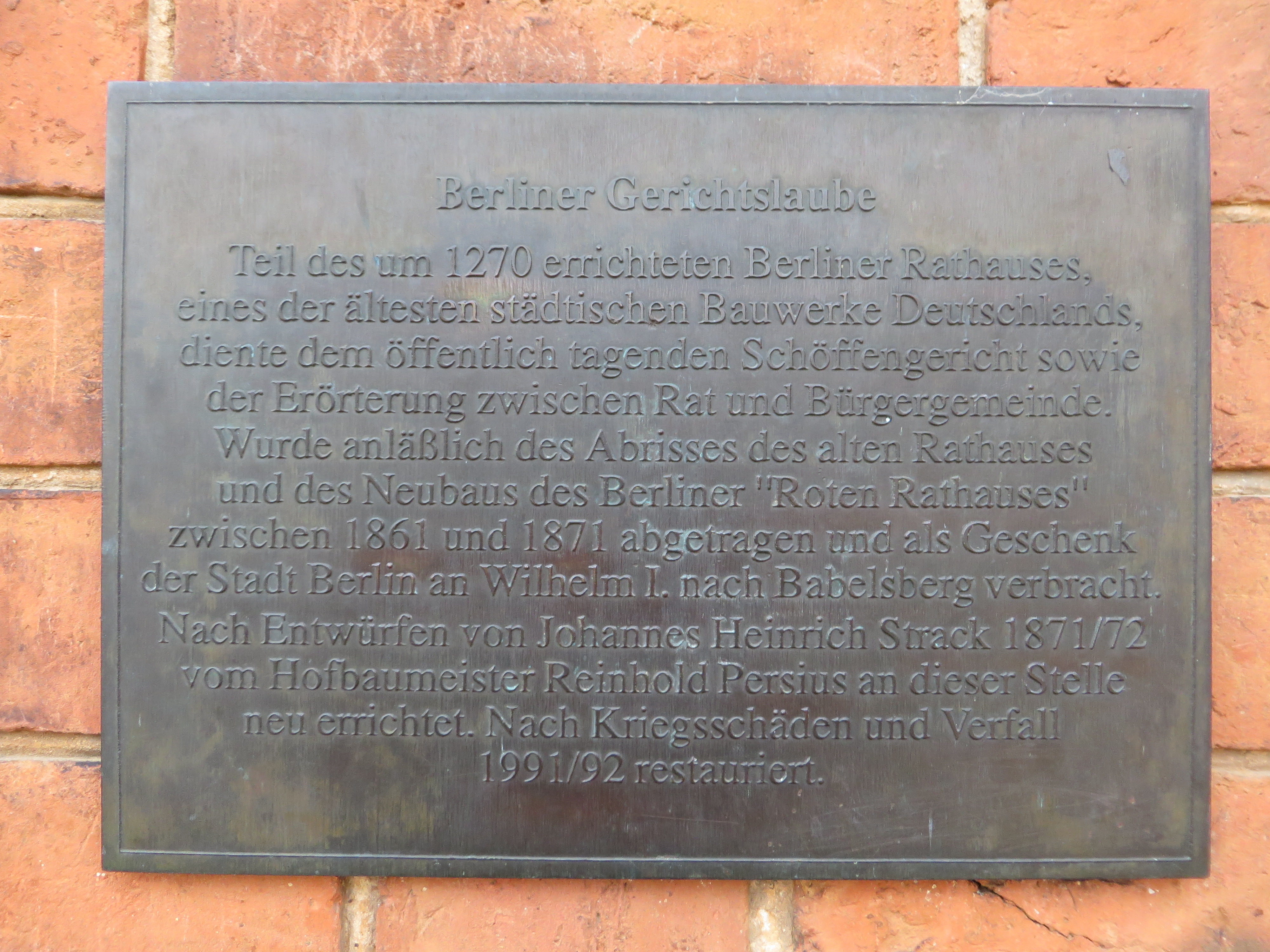
Gedenktafel an der Gerichtslaube im Park Babelsberg

### Einleitung
Die originale Gerichtslaube zählte bis zu ihrer Abtragung zu den ältesten Profanbauten der Stadt und gilt als Zeugnis städtischer Rechtsprechung und Selbstverwaltung im mittelalterlichen Berlin. Die zum Alten Rathaus gehörende Laube ist 1871 in ihrer hochmittelalterlich-gotischen Fassung in den Park von Babelsberg (Potsdam) versetzt worden. Ebenso wird als Gerichtslaube ein rekonstruiertes Gebäude bezeichnet, das an der Poststraße 26/28 im Berliner Nikolaiviertel steht.

### Bau und Funktion
Die Gerichtslaube wurde um 1270 in gotischen Formen aus Backstein errichtet und war zunächst mit dem Rathaus an der Spandauer Straße Ecke Rathausstraße verbunden. Die beiden Geschosse waren jeweils über einem Mittelpfeiler vierjochig eingewölbt. Im Erdgeschoss stand der Schöffenstuhl, im Obergeschoss der Ratsstuhl. Am zentralen Rundpfeiler des Erdgeschosses symbolisierte ein umlaufender Fries in noch romanischer Formensprache die menschlichen Laster und Torheiten in Gestalt von Tieren. Die das Rippengewölbe des Obergeschosses tragende Stütze wurde 1555 durch eine Renaissancesäule mit Wappen von Berliner Bürgermeistern ersetzt. Neben dem Galgen war der Gerichtslaube auch ein Pranger angeschlossen. Dieser befand sich außen neben der Eingangstür an der Stelle, wo inzwischen die Gedenktafel angebracht ist. Der Kaak, eine Vogelskulptur mit grinsendem Menschengesicht und Eselsohren, war ehemals als Sinnbild für Schimpf und Spott auf den Pranger bezogen.

### Abbruch und Wiederaufbau im Park Babelsberg

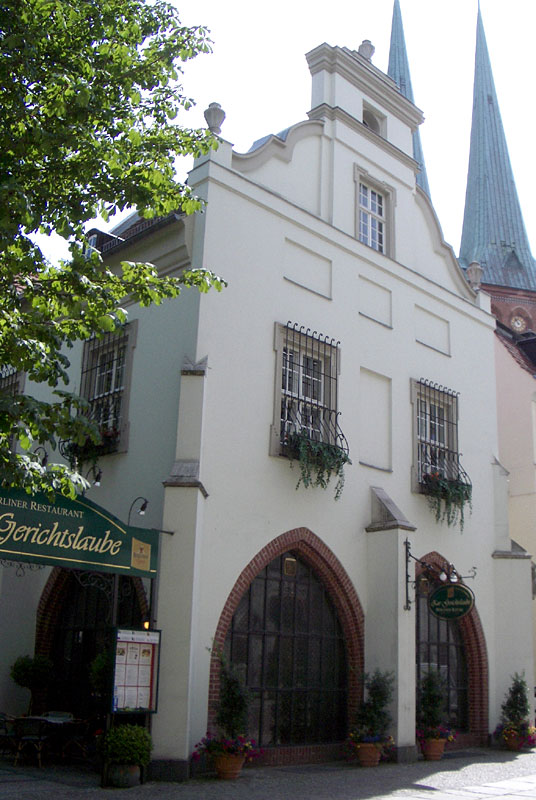
Kopie (in barocker Erscheinung) im Nikolaiviertel Berlins

Bei der Erweiterung des alten Rathauses 1692–1695 nach Plänen von Johann Arnold Nering wurde das Äußere der Gerichtslaube barockisiert. 1871 erfolgte der Abbruch nach der Fertigstellung des Roten Rathauses. Der Abriss der Gerichtslaube war ein zeitgenössisches Politikum und führte u. a. zur Gründung des Vereins für die Geschichte Berlins. Die gesicherten Originalteile der Gerichtslaube wurden Wilhelm I. zum Geschenk gemacht und das Bauwerk 1871/1872 durch Johann Heinrich Strack im Park Babelsberg wiedererrichtet. Dort präsentiert sich der Bau mit einer Grundfläche von 10 m × 10 m als freistehender Pavillon in sichtbarem Backstein, wobei sich das mittelalterliche Material deutlich von dem des 19. Jahrhunderts abhebt. Die großen Maßwerkfenster wurden beim Wiederaufbau ebenso wie der obere Fassadenabschluss mit Fialen frei rekonstruiert. Die Gerichtslaube ist nach den Grundsätzen der Landschaftsarchitektur Peter Joseph Lennés in die Grünfläche eingebunden. Die Flächen im Gebäude sind ungenutzt.
Beim Bau des Roten Rathauses wurde eine Kopie der Mittelsäule in das Fundament des Turms eingebaut. Ein Abguss des Figurenfrieses wird im Märkischen Museum aufbewahrt. Bereits 1896 erfolgte ein erster Nachbau der Gerichtslaube auf dem Gelände der Berliner Gewerbe-Ausstellung in Treptow.

Skulptur des Kaaks an der Außenwand

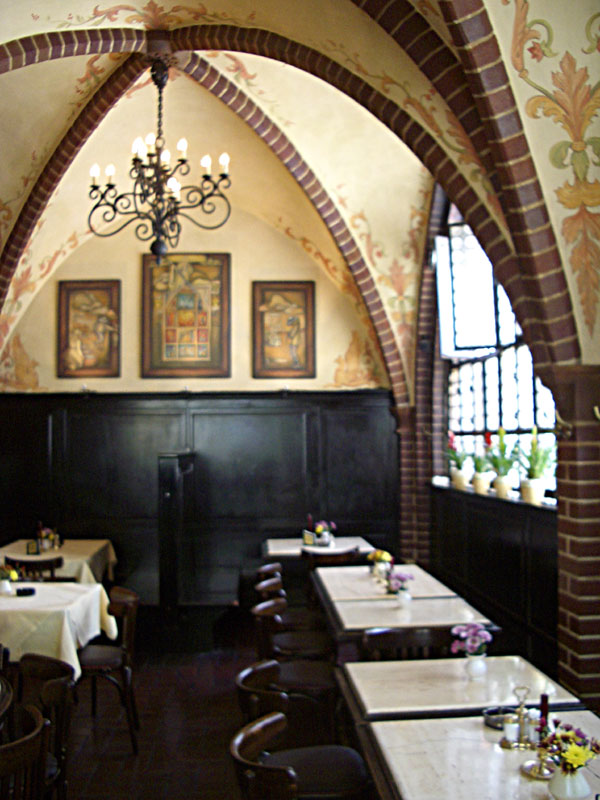
Kreuzrippengewölbe im Erdgeschoss der Gaststätte

### Rekonstruktion im Berliner Nikolaiviertel
Zu DDR-Zeiten wurde die Gerichtslaube von 1985 bis 1987 anlässlich des 750. Stadtjubiläums Berlins  bei der Neugestaltung des Nikolaiviertels von Günter Stahn als verputzter Betonfertigteilbau in der Nähe ihres ursprünglichen Standortes noch einmal errichtet. Die freie Rekonstruktion nähert sich der barocken Fassadengestaltung des 17. Jahrhunderts an. Hier befindet sich seitdem das Restaurant Zur Gerichtslaube mit einem für Berlin typischen Speisenangebot, im Sommer mit Biergarten.
Bei Bauarbeiten zur Verlängerung der U-Bahn-Linie U5 in den 2010er Jahren stießen die Archäologen auch auf Fundamentreste der Gerichtslaube. Bis auf ein aufgefundenes Pfeilerfundament des alten Rathauses wurden alle anderen Reste beseitigt.